# Saint-Antoine-du-Rocher
Saint-Antoine-du-Rocher – miejscowość i gmina we Francji, w Regionie Centralnym, w departamencie Indre i Loara.
Według danych na rok 1990 gminę zamieszkiwały 924 osoby, a gęstość zaludnienia wynosiła 38 osób/km² (wśród 1842 gmin Regionu Centralnego Saint-Antoine-du-Rocher plasuje się na 429. miejscu pod względem liczby ludności, natomiast pod względem powierzchni na miejscu 515.).